# Batalla de Gardiki
La batalla de Gardiki tuvo lugar alrededor de 1375 entre el Principado latino de Acaya y el Despotado bizantino de Morea, en la fortaleza de Gardiki en Arcadia, al sur de Grecia.
En 1374, Francisco de San Severino fue enviado como el nuevo bailío (virrey) por la reina angevina de Nápoles, Juana, para tomar el control del Principado de Acaya. Según la versión aragonesa de la Crónica de Morea, atacó las posesiones bizantinas y sitió Gardiki. El déspota bizantino de Morea, Manuel Cantacuceno, acudió en ayuda del castillo con mil soldados de caballería y dos mil de infantería. El ejército aqueo era considerablemente más pequeño, con trescientos soldados de caballería y seiscientos de infantería. Entre sus filas, sin embargo, había varios jóvenes que acababan de ser elevados a caballero; la Crónica da sus nombres como Jorge y Vasili Galentini, Johan Alaman, Galiani de Baliano y Asan y Martino, hijos del gran condestable de Acaya Centurión I Zaccaria. Impetuosos por naturaleza, lideraron una carga contra las líneas bizantinas, derrotando al déspota y obligándolo a retirarse. Sin embargo, el castillo continuó resistiendo, y San Severino, a su vez, se vio obligado a levantar el asedio.